# Alaena lamborni
Alaena lamborni är en fjärilsart som beskrevs av Gifford 1965. Alaena lamborni ingår i släktet Alaena och familjen juvelvingar. Inga underarter finns listade i Catalogue of Life.